# Semaeomyia albata
Semaeomyia albata är en stekelart som först beskrevs av August Schletterer 1889.  Semaeomyia albata ingår i släktet Semaeomyia och familjen hungersteklar. Inga underarter finns listade i Catalogue of Life.